# Подкопаева, Екатерина Ильинична
Екатерина Ильинична Подкопаева (род. 11 июня 1952, Ульяново, Калужская область) — советская легкоатлетка, специализировавшаяся в беге на средние дистанции.

## Карьера
Первый тренер — В. В. Рачинский. Тренировалась у В. М. Евстратова в Жуковском на стадионе «Метеор».
Бронзовый призёр всесоюзного кросса «Правда» 1977 года, чемпионка Спартакиады народов СССР 1979 г. в беге на 800 метров, серебряный призёр Кубка Европы 1979 года (Загреб).
На чемпионате СССР 1980 года завоевала золото в эстафете 4×800 метров и индивидуальную бронзу 800-метровке. Причём результат эстафеты (7.56,6) до сих пор является рекордом России.
В 1983 году завоевала бронзу на дистанции 1500 метров на летней Спартакиаде народов СССР.
На чемпионате мира 1983 года завоевала две бронзовых награды: на дистанциях 800 и 1500 метров.
Чемпион СССР 1984 года на дистанции 800 метров.
Обладатель бронзы на дистанции 1500 метров на турнире «Дружба-84».
На чемпионате СССР 1985 года завоевала две бронзы на своих любимых дистанциях.
На Играх Доброй Воли 1990 года завоевала серебро на дистанции 1500 метров.
На зимнем чемпионате Европы 1992 года стала чемпионкой на 1500-метровой дистанции.
На Олимпиаде-1992 на дистанции 1500 метров дошла до финала, где стала восьмой.
Заслуженный мастер спорта России № 1.
Чемпион Игр Доброй Воли 1994 года на дистанции 1500 метров.
Выступая за сборную России завоевала золото зимних чемпионатов мира 1993 и 1997 годов, зимнего чемпионата Европы 1994 года, а также серебро зимнего чемпионата Европы 1996 года и бронзу летнего чемпионата Европы 1994 года.
Успешно выступала на внутренних соревнованиях. Чемпион России 1992 года в беге на 800 метров. Бронзовый призёр чемпионата России 1998 года в беге на 1500 метров.
Бронзовый призёр зимнего чемпионата России 1992 года на дистанции 1500 м. В 1993 году стала чемпионкой на зимнем чемпионате России на дистанции 1500 м. А в 1994 году стала двукратной чемпионкой на зимнем чемпионате России (800 м и 1500 м). На зимнем чемпионате России 1996 года завоевала золото (1500 м) и серебро (800 м). С зимнего чемпионата России 1997 года привезла две бронзы.
Соавтор мирового рекорда в эстафете 4 × 800 м в помещении (8.18,71, выступала на 4-м этапе).
По окончании карьеры в 1998 году занялась тренерской работой. Среди её воспитанников: Ильгизар Сафиуллин, Елена Коробкина, Елена Котульская, Любовь Харламова, Наталья Горелова, Екатерина Розенберг, Ирина Вашенцева.

## Семья
Муж Сергей Епишин — советский легкоатлет, тренер по лёгкой атлетике. Двое сыновей.
- Сын Андрей Епишин (род. 1981) — российский легкоатлет, участник Олимпиады-2004.